# Xenogryllus ululiu
Xenogryllus ululiu är en insektsart som beskrevs av Andrej Vasiljevitj Gorochov 1990. Xenogryllus ululiu ingår i släktet Xenogryllus och familjen syrsor. Inga underarter finns listade i Catalogue of Life.